# 合川公交
合川公交是由重庆交运集团有限公司运营的公共汽车线路系统。

## 实际线路

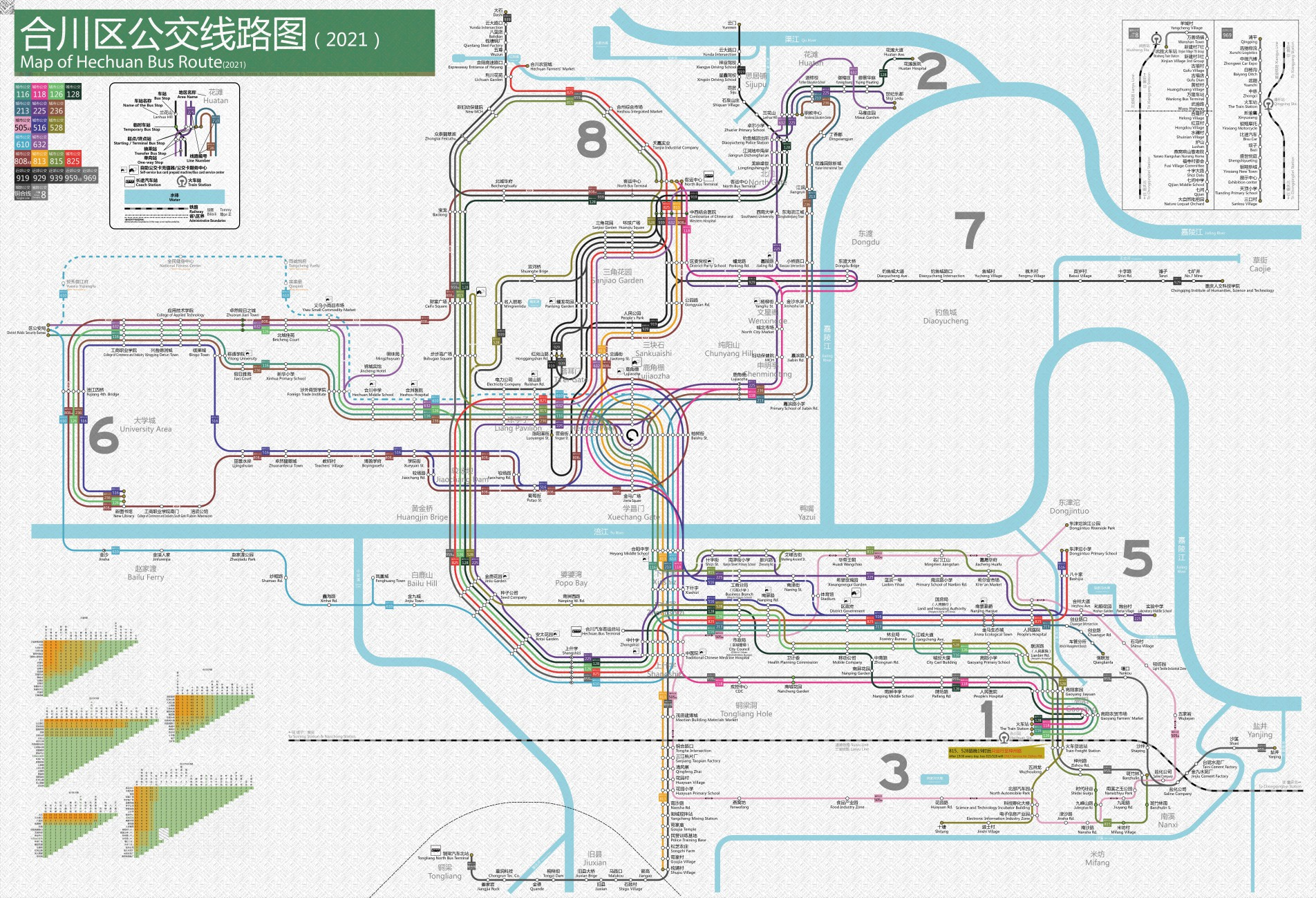
合川公交202104版本线路图

## 实际线路[1]
重庆市合川区目前有26条线路，如下。

### 线路列表
| 编号 | 编号     | 线路及运营时间            | 线路及运营时间      | 线路及运营时间                 | 收费 | 运营商   | 备注                |
| ---- | -------- | ------------------------- | ------------------- | ------------------------------ | ---- | -------- | ------------------- |
|      | 116合川  | 合川火车站 6:12–22:00     | ⇆                   | 重庆对外经贸学院B区 6:15–22:00 | 2元  | 合瑞运输 | 原 合川701          |
|      | 118合川  | 合川火车站 6:00–22:00     | ⇆                   | 客运中心 6:00–22:00            | 2元  | 合瑞运输 | 原 合川201          |
|      | 126合川  | 合川火车站 6:15–22:00     | →                   | 涪江四桥                       | 2元  | 合瑞运输 | 原 合川702          |
| ←    | 126合川  | 合川火车站 6:15–22:00     | 新图书馆 6:15–22:00 |                                | 2元  | 合瑞运输 | 原 合川702          |
|      | 128合川  | 合川火车站 6:00–22:00     | ⇆                   | 伴山豪庭 6:00–22:00            | 2元  | 合瑞运输 | 原 合川202          |
|      | 213合川  | 职教中心 6:30–22:00       | ⇆                   | 强联发 6:30–22:00              | 2元  | 合瑞运输 | 原 合川601          |
|      | 225合川  | 世纪乐都 5:55–22:00       | ⇆                   | 合川实验中学 5:55–21:50        | 2元  | 合瑞运输 | 原 合川101          |
|      | 236合川  | 花滩医院 6:40–22:00       | ⇆                   | 新图书馆 6:40–22:00            | 2元  | 合瑞运输 | 原 合川301          |
|      | 505A合川 | 东津沱滨江公园 6:30–20:30 | ↺                   | 东津沱滨江公园 6:30–20:30      | 2元  | 合瑞运输 |                     |
|      | 505B合川 | 东津沱滨江公园 6:30–20:30 | ↻                   | 东津沱滨江公园 6:30–20:30      | 2元  | 合瑞运输 |                     |
|      | 516合川  | 东津沱小学 6:30–22:00     | ⇆                   | 新图书馆 6:30–22:00            | 2元  | 合瑞运输 | 原 合川801          |
|      | 528合川  | 十塘 5:50–18:40           | ⇆                   | 客运中心 5:50–18:40            | 2元  | 合瑞运输 | 原 合川502          |
|      | 610A合川 | 区公安局 6:20–19:10       | ↺                   | 区公安局                       | 2元  | 合瑞运输 |                     |
|      | 610B合川 | 区公安局 6:20–19:10       | ↻                   | 区公安局                       | 2元  | 合瑞运输 |                     |
|      | 632合川  | 区公安局 6:40–22:00       | ⇆                   | 世纪乐都 6:40–22:00            | 2元  | 合瑞运输 | 原 合川302          |
|      | 808A合川 | 客运中心 6:30–20:10       | ↻                   | 客运中心                       | 2元  | 合瑞运输 | 原 合川901、合川902 |
|      | 808B合川 | 客运中心 6:30–20:10       | ↺                   | 客运中心                       | 2元  | 合瑞运输 | 原 合川901、合川902 |
|      | 813合川  | 客运中心 6:15–18:30       | ⇆                   | 梳铺村 6:15–18:30              | 2元  | 合瑞运输 | 原 合川203          |
|      | 815合川  | 客运中心 6:00–22:00       | ⇆                   | 沙坪路 6:00–22:00              | 2元  | 合瑞运输 | 原 合川501          |
|      | 825合川  | 合川农贸城 6:00–22:00     | ⇆                   | 东津沱小学 6:00–22:00          | 2元  | 合瑞运输 | 原 合川401          |

| 编号 | 编号     | 线路及运营时间      | 线路及运营时间 | 线路及运营时间              | 收费    | 运营商            | 备注       |
| ---- | -------- | ------------------- | -------------- | --------------------------- | ------- | ----------------- | ---------- |
|      | 919合川  | 洛阳溪街 5:50–19:00 | ⇆              | 云门 5:50–19:00             | 2–3.5元 | 合瑞运输          | 原 合川211 |
|      | 929合川  | 红岗山路 6:30–19:00 | ⇆              | 重庆人文科技学院 6:30–19:00 | 2–5.5元 | 合瑞运输          | 原 合川221 |
|      | 939合川  | 红岗山路 6:00–19:00 | ⇆              | 大石 6:00–19:00             | 2–3.5元 | 合瑞运输 祥和运输 | 原 合川231 |
|      | 959A合川 | 客运中心 6:10–18:10 | ⇆              | 盐井 6:10–18:10             | 2–5元   | 祥和运输          | 经强业电子 |
|      | 959B合川 | 客运中心 6:10–18:40 | ⇆              | 盐井 6:10–18:40             | 2–5元   | 祥和运输          | 经堰口     |
|      | 969合川  | 清平 6:30–18:50     | ⇆              | 三口村 6:30–18:50           | 1.5–4元 | 合瑞运输          |            |

| 编号 | 编号      | 线路及运营时间                                           | 线路及运营时间 | 线路及运营时间                                             | 收费   | 运营商            | 备注 |
| ---- | --------- | -------------------------------------------------------- | -------------- | ---------------------------------------------------------- | ------ | ----------------- | ---- |
|      | 铜梁—合川 | 铜梁汽车北站 6:00–18:00                                  | ⇆              | 合川汽车总站 6:00–18:00                                    | 2–10元 | 长运铜梁 长运合川 |      |
|      | 川渝8     | （广安）武胜火车站 夏秋季：5:50–18:30 冬春季：6:10–18:15 | ⇆              | （重庆）大自然枇杷园 夏秋季：5:50–18:30 冬春季：6:10–18:15 | 2–6元  | 武胜交运 长运合川 |      |

### 线路详情
表格与上述列表可能不同步
| 路号                 | 首末站                          | 途径站 |
| 225路                | 水上乐园 ↕ 实验中学             | 水上乐园站、御景华庭站、御榕庄站、进修校站、职教中心站、钓鱼城派出所站、江润地中海岸站、龙庭盛世站、西南大学站、嘉陵路站（返程：嘉陵路站、东渡大桥站、杨柳街站）、蟠龙路站、杨柳街站、城北市场站、妇幼保健院站、鹿角栅站（返程：鹿角栅站、柏树街站、金马广场站、营盘街站、瑞山路站）、瑞山路站、电力公司站、金鹿花园站、种子公司站、安太花园站、上什字站（返程）、中医院站、中什字站、下什字站（返程：下什字站、什字街站、南津街小学站、振兴路站、南津街站 ）、行知小学站、南津街站、希望玫瑰园站、南滨一号站、南滨路小学站、希尔安市场站、人民医院、合州大道站、和顺花园站、炮台村站、实验中学站（往返运行） |
| 118路                | 火车站 ↕ 客运中心               | 火车站、高阳农贸市场站、高阳家园站、牌坊路站、南屏中学站、南屏花园站、中南路站、移动公司站、区卫生局站、南屏路站、市政局站、下什字站、合阳中学站（返程：合阳中学站、金马广场站、营盘街站、鹿角栅站）、柏树街站、鹿角栅站、妇幼保健院站、城北市场站、杨柳街站、东渡大桥站（返程：杨柳街站、蟠龙路站）、蟠龙路站、区委党校站、中西结合医院站（反程）、客运中心站（往返运行） |
| 128路                | 火车站 ↕ 客运中心               | 火车站、高阳农贸市场站、高阳家园站、牌坊路站、南屏中学站、南屏花园站、中南路站、移动公司站、卫生局站、市政局站、中什字站、中医院站、上什字站（去程）、安泰花园站、种子公司站、金鹿花园站、步步高广场站、财富广场站、宝龙站、北城华府站、客运中心站（往返运行） |
| 813路                | 客运中心 ↕ 梳铺村               | 客运中心站、区委党校站、公园路站、人民公园站、交通街站、营盘街站（返程：交通街站、鹿角栅站、柏树街站、合阳中学站）、金马广场站、合阳中学站、下什字站、中什字站、中医院站、茂田建博城站、铜合路口站、三江桃片厂站、清风寨站、花园村站、花园小学站、南沙路站、阳城搅拌站、苟家庙站、民警战训基地站、松芝农庄站、苟家村站、梳铺村站（往返运行） |
| 236路                | 花滩医院 ↕ 新图书馆             | 花滩医院站、金马售房部站、英伦经典站、花漫里站（返程：花漫里站、职教中心站、瑞山中学站、进修校站）、进修校站、丁香郡站、花滩国际新城站、江润站、东海滨江城站、小桥路口站、金沙水岸站、嘉滨路站、嘉滨路小学站、鹿角栅站（返程：鹿角栅站、柏树街站、金马广场站、营盘街站、瑞山路站）、瑞山路站、电力公司站、合州医院站、合川中学站、涉外商贸学院站、新华小学站、假日雅苑站、移通学院站、缤果城站、应用技术学院站、兴盈德润城站、工商职业学院站、涪江四桥站、新图书馆站（往返运行） |
| 632路                | 工商职业学院 ↕ 水上乐园         | 教中心站、钓鱼城派出所站、江润地中海岸站、龙庭盛世站、客运中心站、中西结合医院站（去程）、环球广场站、三角花园站、蟠龙花园站、交通街站、瑞山路站、电力公司站、合洲医院站、合川中学站、涉外商贸学院站、锦城宾馆站（返程）、明珠苑站（返程）、义乌小商品市场站、北城佳苑站、卓然假日之城站（返程）、缤果城站、应用技术学院站、兴盈德润城站、工商职业学院站（往返运行） |
| 825路                | 合川农贸城 ↕ 东津沱小学         | 合川农贸城站 、利川花苑站、合州综合市场站、天嘉实业站、客运中心站、环球广场站、三角花园站、蟠龙花园站、交通街站、瑞山路站、电力公司站、金鹿花园站、种子公司站、安太花园站、中医院站、中什字站、市政局站、南屏路站、区政府站、国房局站、南景豪爵站（返程）、金马生态城站（去程）、人民医院站、八十家站、东津沱小学站（往返运行） |
| 815路                | 客运中心 ↕ 斑竹林               | 客运中心站、天嘉实业站、合州综合市场站、新妇幼保健院站、众泰翡翠湖站（返程）、宝龙站、财富广场站、步步高广场站、电力公司站、瑞山路站、营盘街站、金马广场站、合阳中学站（返程：合阳中学站、柏树街站、鹿角栅、瑞山路站）、行知小学站、文峰古街站、华地王朝站、名门江山站、希尔安市场站、人民医院站、高阳家园站、火车货运站、梓州路站、斑竹林站（往返运行） |
| 528路                | 十塘 ↕ 客运中心                 | 528 客运中心站、环球广场站、三角花园站、双河桥站、名人丽都站（返程：名人丽都站、金鹿花园站）、步步高广场站、财富广场站（义乌大道路口转盘掉头）、步步高广场站、金鹿花园站、种子公司站、南屏西路站、市政局站、南屏路站、卫生局站、移动公司站、林业局站、城投大厦站、高阳小学站、联滨路站、高阳家园站、火车货运站、五洲龙站、北部汽车园站、进士村站、十塘站（往返运行） |
| 213路                | 职教中心 ↕ 强联发               | 职教中心站、进修校站、丁香郡站、花滩国际新城站、江润站、东海滨江城站、小桥路口站、金沙水岸站、嘉滨路站、嘉滨路小学站、鹿角栅站（返程：鹿角栅站、柏树街站、合阳中学站）、营盘街站、金马广场站、合阳中学站、下什字站、市政局站、南屏路站、区政府站、国房局站、南景豪爵站（返程）、金马生态城站（去程）、人民医院站、创业路路口站、创业路站、车管分所站、强联发站（往返运行） |
| 116路                | 火车站 ↕ 工商职业学院           | 火车站、高阳农贸市场站、高阳家园站、联滨路站、高阳小学站、城投大厦站、江城大道站、区政府站、南屏路站、市政局站、下什字站、合阳中学站（返程：合阳中学站、金马广场站、营盘街站、瑞山路站）、柏树街站、鹿角栅站、瑞山路站、电力公司站、合洲医院站、合川中学站、涉外商贸学院站、新华小学站、假日雅苑站、移通学院站、缤果城站、应用技术学院站、兴盈德润城站、工商职业学院站（往返运行） |
| 126路                | 火车站 ↕ 新图书馆               | 火车站、高阳农贸市场站、高阳家园站、联滨路站、高阳小学站、城投大厦站、林业局站、移动公司站、区卫生局站、南屏路站、市政局站、中什字站、中医院站、上什字站（去程）、安太花园站、种子公司站、金鹿花园站、合洲医院站、合川中学站、涉外商贸学院站、义乌小商品市场站、北城佳苑站、卓然假日之城站（返程）、缤果城站、应用技术学院站、兴盈德润城站、工商职业学院站、涪江四桥站、新图书馆站（往返运行） |
| 516路                | 东津沱小学 ↕ 新图书馆           | 东津沱小学站、八十家站、人民医院站、金马生态城站（返程）、南景豪爵站（去程）、国房局站、区政府站（返程：区政府站、体育馆站、南津街站、行知小学站、合阳中学站）、市政局站、下什字站、合阳中学站（返程：合阳中学站、金马广场站、双牌坊站）、柏树街站、鹿角栅站、营盘街站、双牌坊站、较场路站（去程）、较场坝街站（返程）、学院街站、博盈学府站、教师村站、卓然翡翠城站、丽景水岸站、移通学院站、缤果城站、应用技术学院站、兴盈德润城站、工商职业学院站、涪江四桥站、新图书馆站（往返运行） |
| 808A 808B路          | 客运中心 ↕ 客运中心             | （A线为顺时针，B线为逆时针） 客运中心站、北城华府站、宝龙站、财富广场站、义乌小商品市场站、北城佳苑站、卓然假日之城站（返程）、缤果城站、兴盈德润城站、工商职业学院站、涪江四桥站、新图书馆站、工商职业学院南门站、涪滨公馆站、丽景水岸站、卓然翡翠城站、教师村站、博盈学府站、学院街站、较场坝街站（去程）、较场路站（返程）、双牌坊站（返程：双牌坊站、营盘街站、交通街站）、金马广场站、柏树街站、鹿角栅站、交通街站、人民公园站、公园路站、区委党校站、客运中心站（双向运行） |
| 610A 610B路          | 区公安局 ↕ 区公安局             | 区公安局站、涪江四桥站、金沙站（去程）、金涪人家站、赵家渡公园站、纱帽路站、鑫海路站、纱帽新村站、金九城站、种子公司站、安太花园站、上什字站（返程）、中医院站、中什字站、下什字站、合阳中学站（返程：合阳中学站、金马广场站、营盘街站、鹿角栅站）、柏树街站、鹿角栅站、瑞山路站、电力公司站、合州医院站、合川中学站、对外经贸学院站、义乌小商品市场站、义乌菜市场站、亲亲里站、悦府站、全民健身中心站、碧桂园站、鹏润站、区公安局站（双向运行） |
| 505A 505B路          | 东津沱滨江公园 ↕ 东津沱滨江公园 | （A线为逆时针，B线为顺时针） 东津沱滨江公园站、名门江山站、华帝王朝站、江亭路站、体育馆站、南屏路站、市政局站、中什字站、中医院站、茂田建博城站、铜合路口站、清风寨站、花园小学站、燕窝坊站、食品产业园站、花园路站、科技孵化大楼站、电子信息产业园站、津沙路站、南沙路站（待公交设施完善后再停靠）、九峰山路站、九阳路站、南溪之玉公园站、盐化公司站、五家岩站、轻纺园站、石马村站、合州大道站、人民医院站、嘉晟华府站、东津沱滨江公园站 |
| 919路 （近郊）       | 洛阳溪街 ↕ 云门                 | 洛阳溪街站（返程：洛阳溪街站、营盘街站、交通街站、公园路站、区委党校站、中西结合医院站、客运中心站）、红岗山路站、蟠龙花园站、三角花园站、环球广场站、客运中心站、龙庭盛世站、江润地中海岸站、钓鱼城派出所站、卓尔小学站、兰花山站、石泉山庄站、思居站、星鑫驾校站、祥业驾校站、云大路口站、云门站（往返运行） |
| 929路（近郊）        | 红岗山路 ↕ 重庆人文科技学院     | 929 红岗山路站（返程：红岗山路站、交通街站、蟠龙花园站、三角花园站、环球广场站、区委党校站、蟠龙路站）、人民公园站、蟠龙路站、东渡大桥站、钓鱼城大道站、钓鱼城路口站、鱼城村站、枫木村站、百岁村站、十字路站、滩子站、七矿井站、重庆人文科技学院（往返运行） |
| 939路（近郊）        | 红岗山路 ↕ 大石                 | 红岗山路站（返程：红岗山路站、蟠龙花园站、三角花园站）、瑞山路站、电力公司站、名人丽都站、双河桥站、三角花园站、环球广场站（返程：环球广场站、中西结合医院站、北城华府站）、客运中心站、北城华府站、众泰翡翠湖站（去程）、新妇幼保健院站、利川花苑站、合阳高速路口站、五尊站、钱塘钢厂站、八里店站、云大路口站、大石站（往返运行） |
| 959A 959B路（近郊）  | 客运中心 ↕ 盐井                 | 959 A线：客运中心站、北城华府站、宝龙站、财富广场站、步步高广场站、金鹿花园站、种子公司站、安太花园站、上什字站（返程）、疾控中心站、南屏中学站、牌坊路站、人民医院站、高阳家园站、火车货运站、梓州路站、沙坪路站（斑竹林站）、盐化公司站、金九水泥厂站、台泥水泥厂站、沙溪站、盐井站（往返运行） |
| 959A 959B路（近郊）  | 客运中心 ↕ 盐井                 | B线：客运中心站、北城华府站、宝龙站、财富广场站、步步高广场站、金鹿花园站、种子公司站、安太花园站、上什字站（返程）、疾控中心站、南屏中学站、牌坊路站、人民医院站、堰口站、沙坪站、南溪小学站、盐化公司站、金九水泥厂站、台泥水泥厂站、沙溪站、盐井站（往返运行） |
| 969路（远郊）        | 清平 ↕ 三口村                   | 清平站、迅驰物流站、中微汽博站、远翅站、中慈站、火车站（清平站）、坝子站、北汽银翔站、天顶小学站、三口村站（往返运行） |
| 铜川城际公交（城际） | 铜梁汽车北站 ↕ 合川汽车客运总站 | 铜川城际公交 铜梁汽车北站、姜家岩站、重润科技站、全德站、桐梓坝站、旧县大桥站、旧县站、马路口站、石鼓村站、箭高站 |
| 铜川城际公交（城际） | 铜梁汽车北站 ↕ 合川汽车客运总站 | 铜梁↑ ↓合川 区界 |
| 铜川城际公交（城际） | 铜梁汽车北站 ↕ 合川汽车客运总站 | 梳铺村站、苟家村站、松芝农庄站、民警战训基地站、苟家庙站、阳城搅拌站、南沙路站、花园小学站、花园村站、清风寨站、三江桃片厂站、铜合路口站、茂田建博城站、中医院站、中什字站、合川汽车客运总站（往返运行） |

## 编号规则[3]
编号为3位数字。
（一）首末位的编号规则
新命名的公交路线的首位与末位数字即为该线路首末站所属片区的编码，城区按照城北片区、城南和城东片区进行单数和双数的区分，其中城北片区为双数2、6、8，城南片区为单数1、3、5，城东片区编码为7。运行近郊的公交线路以9字开头。
（二）中间位的编号规则
中间数字以0、1、2为主，0代表环城线，1代表通过涪江一桥，2代表通过涪江二桥，3代表城南、城北各自区域内的直达线路（运行近郊的公交线路除外）。
| 首末位   | 首末位       | 首末位   |                      | 中间位   | 中间位                    |  | 辅助位 |
| 所属区域 | 场站所属片区 | 片区编码 | 经由形式             | 经由编码 | 有多条支线时 使用A、B区分 |  |        |
| 城南     | 火车站片区   | 1        | 涪江一桥             | 1        | 有多条支线时 使用A、B区分 |  |        |
| 城南     | 南溪片区     | 3        | 涪江二桥（合州大桥） | 2        | 有多条支线时 使用A、B区分 |  |        |
| 城南     | 沙溪片区     | 5        | 不经由桥梁           | 3        | 有多条支线时 使用A、B区分 |  |        |
| 城北     | 花滩片区     | 2        | 南屏嘉陵江大桥       | 9        | 有多条支线时 使用A、B区分 |  |        |
| 城北     | 城北片区     | 8        | 东渡大桥             | 9        | 有多条支线时 使用A、B区分 |  |        |
| 城北     | 文教片区     | 6        | 环线                 | 0        | 有多条支线时 使用A、B区分 |  |        |
| 城东     | 东渡片区     | 7        |                      |          | 有多条支线时 使用A、B区分 |  |        |
| 近郊线路 | 近郊线路     | 9        |                      |          |                           |  |        |

## 历史

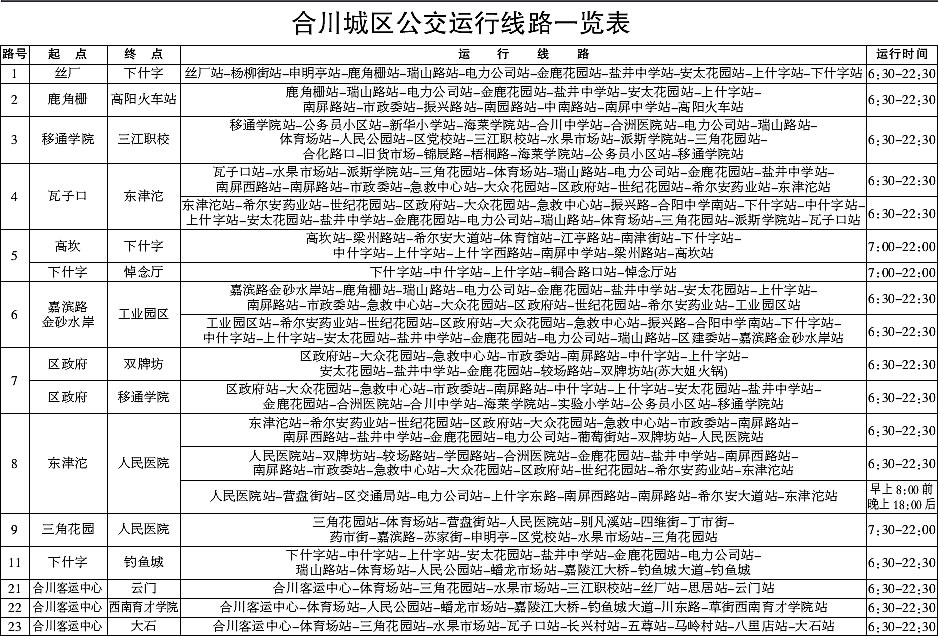

1992年，合川区首次开通2条公交线路，共12台公交车。
2014年，增加到15条。
2021年，合川区公共交通线路数达到27条（包含AB线），公共交通客车235辆、4465座。